# Strechen (Gemeinde Rottenmann)
Die Strechen ist eine kleine Ortschaft in den Rottenmanner Tauern. Die Streusiedlung zählt zur Katastralgemeinde Stadt Rottenmann sowie zur gleichnamigen Gemeinde Rottenmann. 
Durchflossen wird die Strechen vom Strechenbach, einem linken Nebenfluss der Palten. In der Strechen befinden sich unter anderem die Jagdhäuser der Familie Flick, die St. Viktorkapelle und das ehemalige Gasthaus Holl. Das Jagdrevier der Familie Flick zählt zu den größten der Region. Die Strechen ist nicht mit der im Paltental liegenden, auch zu Rottenmann gehörenden Siedlung Strechau zu verwechseln.